# Feaella groehni
Espèce
Feaella groehni est une espèce fossile de pseudoscorpions de la famille des Feaellidae.

## Distribution
Cette espèce a été découverte dans de l'ambre de la mer Baltique. Elle date du Paléogène.

## Étymologie
Cette espèce est nommée en l'honneur de Carsten Gröhn.

### Publication originale
- (en) Henderickx & Boone, 2014 : The first fossil Feaella Ellingsen, 1906, representing an unexpected pseudoscorpion family in Baltic amber (Pseudoscorpiones, Feaellidae). Entomo-Info, vol. 25, no 1, p. 5-11.